# Elops senegalensis
Elops senegalensis är en fiskart som beskrevs av Regan, 1909. Elops senegalensis ingår i släktet Elops och familjen Elopidae. IUCN kategoriserar arten globalt som otillräckligt studerad. Inga underarter finns listade i Catalogue of Life.